# Eublemma pyrosticta
Eublemma pyrosticta är en fjärilsart som beskrevs av Joannis 1910. Eublemma pyrosticta ingår i släktet Eublemma och familjen nattflyn. Inga underarter finns listade i Catalogue of Life.